# 丹荘駅
丹荘駅（たんしょうえき）は、埼玉県児玉郡神川町大字植竹にある、東日本旅客鉄道（JR東日本）八高線の駅である。神川町唯一の鉄道駅である。

## 歴史

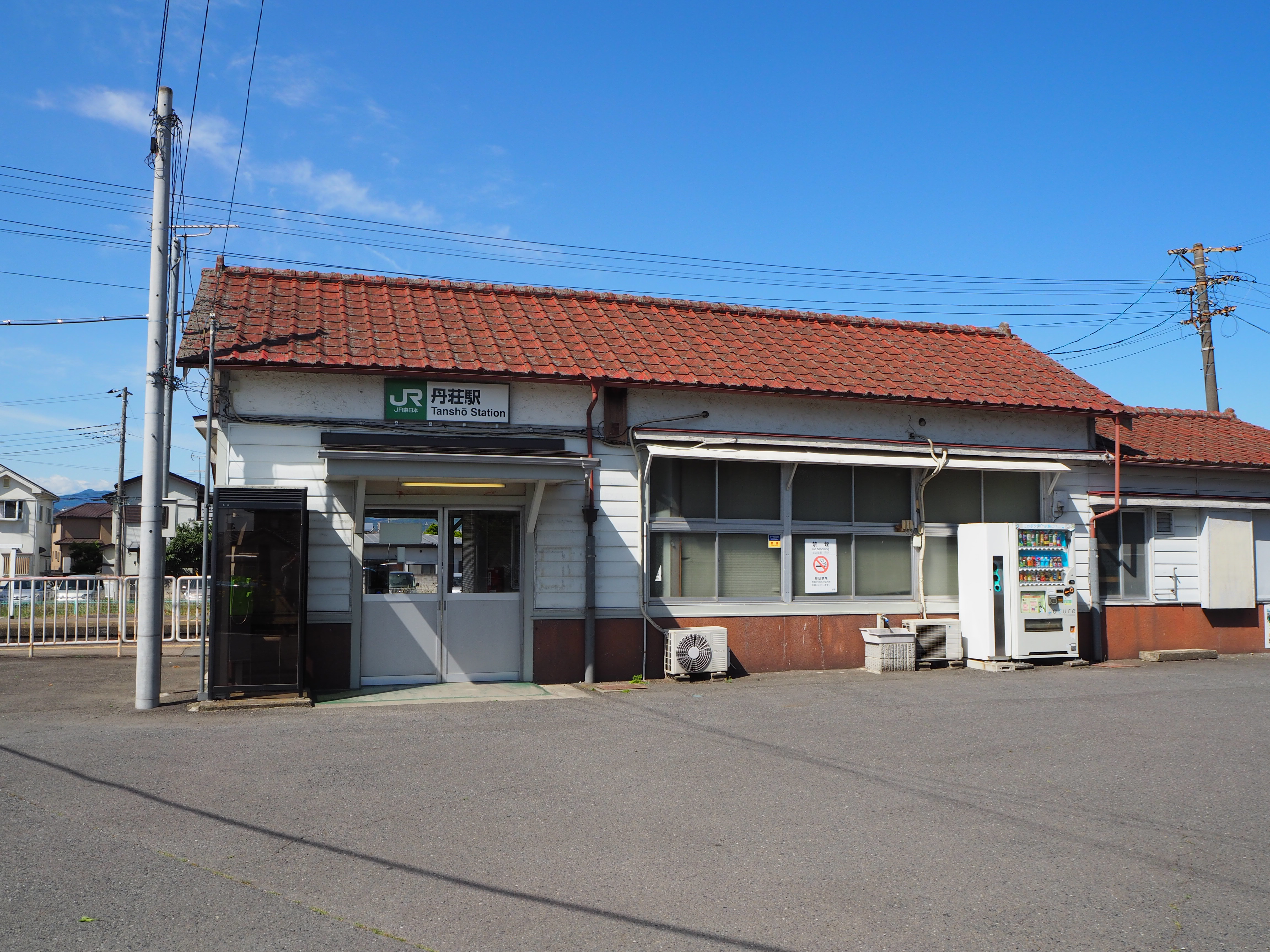
旧駅舎（2017年6月）

- 1931年（昭和6年）7月1日：鉄道省八高線児玉駅 - 倉賀野駅間開通時に開設[1][2]。旅客・貨物取扱開始。当時の所在地は丹荘村であったため、現駅名となった[1]。
- 1947年（昭和22年）5月1日：日本ニッケル鉄道（後の上武鉄道）当駅 - 西武化学前間開通。
- 1973年（昭和48年）1月1日：上武鉄道線の旅客営業を廃止。
- 1974年（昭和49年）4月5日：国鉄の貨物取扱廃止（ただし、上武鉄道との連絡運輸は継続）[2]。
- 1984年（昭和59年）2月1日：国鉄の荷物扱い廃止[2]。
- 1986年（昭和61年）
  - 11月1日：国鉄と上武鉄道との貨物連絡運輸廃止[2]。
  - 12月31日：上武鉄道線が全線廃止[2]。
- 1987年（昭和62年）4月1日：国鉄分割民営化に伴い、JR東日本の駅となる[2]。
- 2002年（平成14年）2月8日：ICカードSuica供用開始[3][4]。
- 2012年（平成24年）3月17日：無人駅化。
- 2015年（平成27年）7月11日：交換設備廃止、棒線駅化[5]。
- 2019年（令和元年）9月16日：新駅舎完成[6]。

## 駅構造
単式ホーム1面1線を有する地上駅。
以前は相対式ホーム2面2線で、ホーム間は跨線橋で連絡していた。2015年7月10日に駅前後の分岐器が撤去され、棒線駅化された。2番線側は線路・ホームとも残っているが、線路は本線から分断されホームも跨線橋が撤去されたため現在行き来は出来ない。
1986年までは上武鉄道が当駅から分岐していた。2番線ホームの外側に側線と専用ホームがあったが、現在は一部が住宅地に転用された他は更地となっている。また、以前は当駅から下り方（高崎側）に引上線も備え、駅北西にある「鬼石街道踏切」に当時の痕跡が残る。
高崎統括センター（高崎駅）管理の無人駅。簡易Suica改札機・乗車駅証明書発行機が設置されている。かつて隣の児玉駅と共に完全無人駅化計画が出た際は、地元の反対により免れた（但し、早朝・夜間は無人となっていた）が、2012年3月17日限りで完全無人駅化された。
駅舎は冬に咲くことで知られる城峯公園のフユザクラをモチーフとし、2019年（令和元年）9月に建て替えられた。

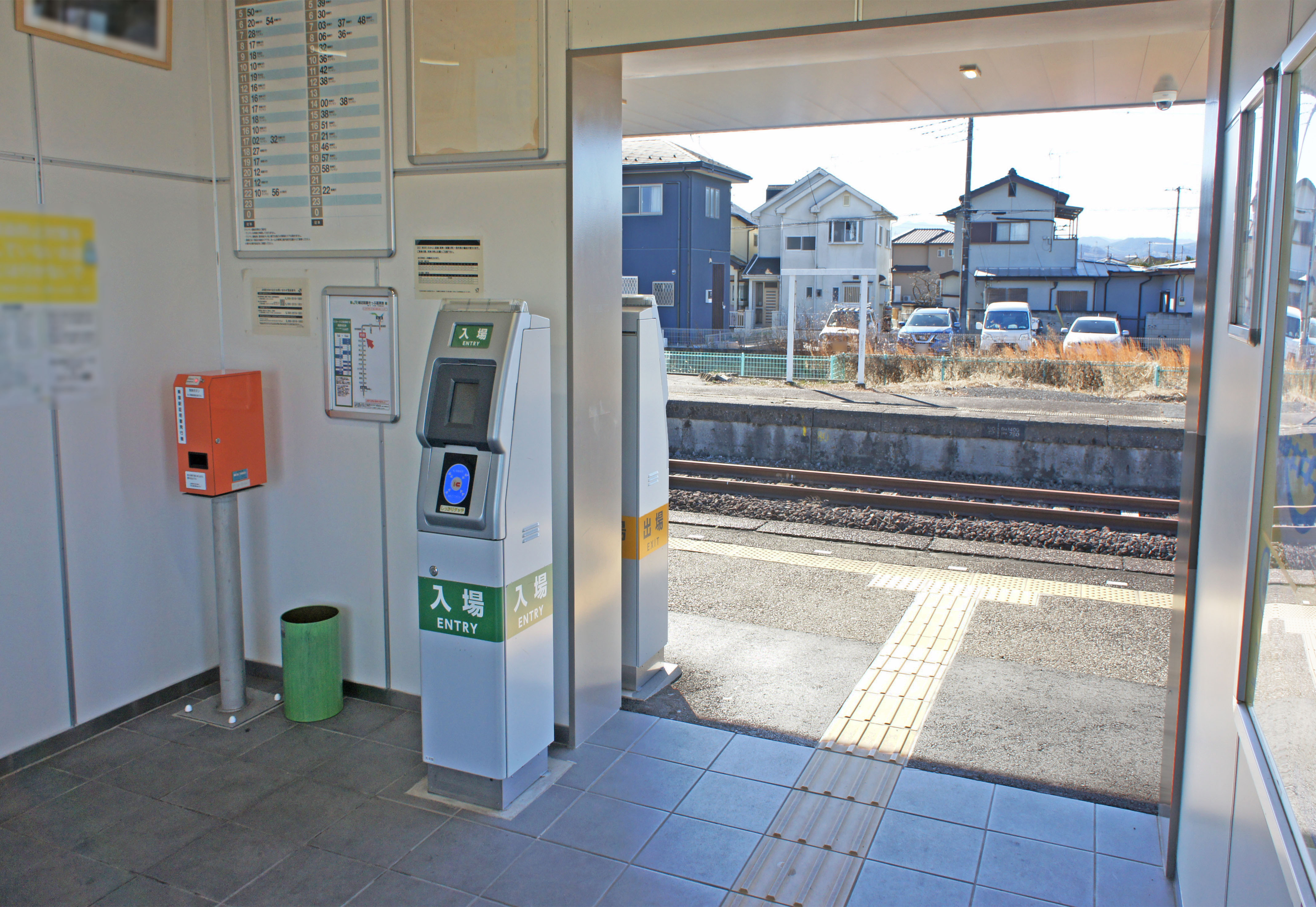
改札口（2022年1月）
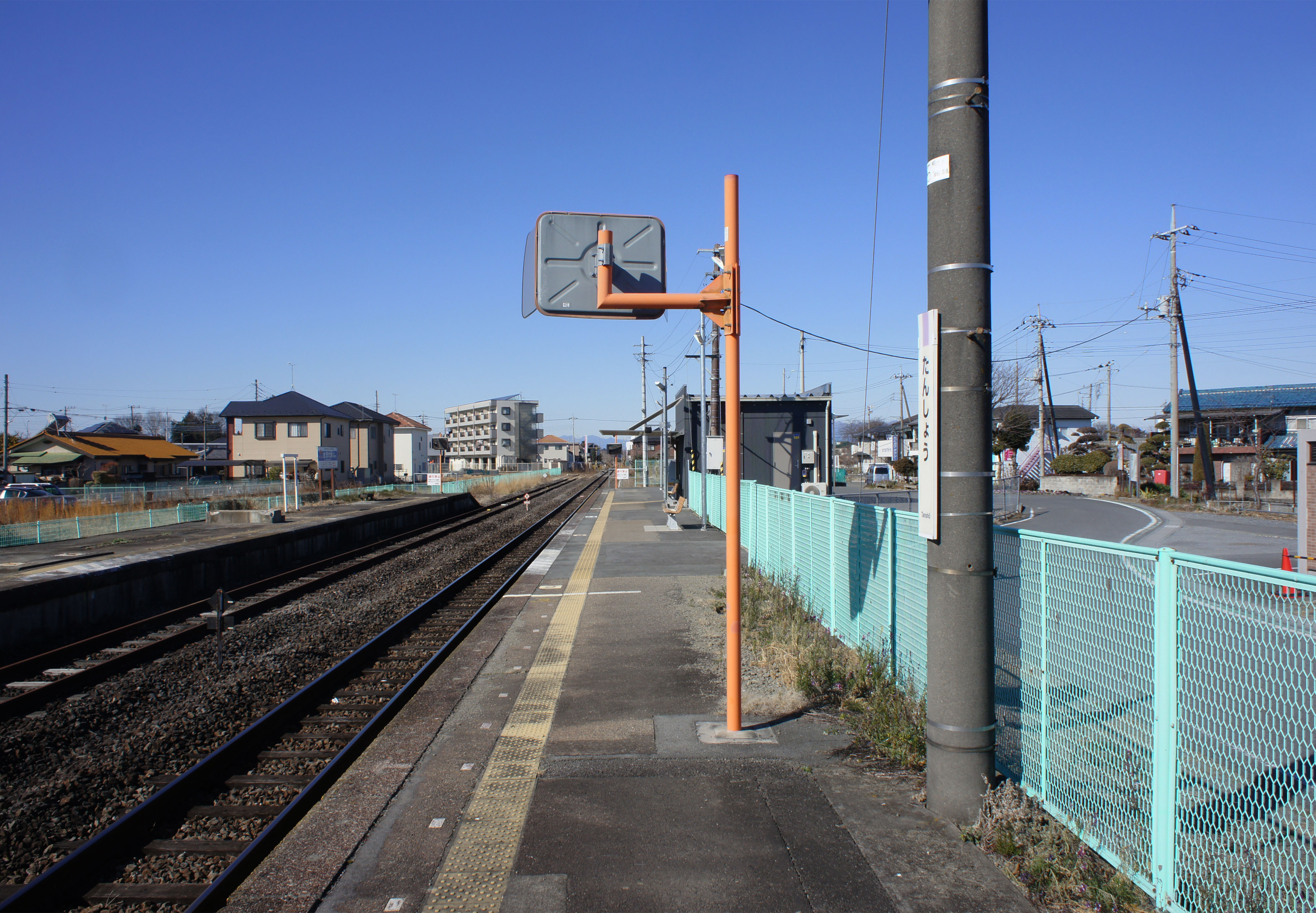
棒線化後のホーム（2022年1月）
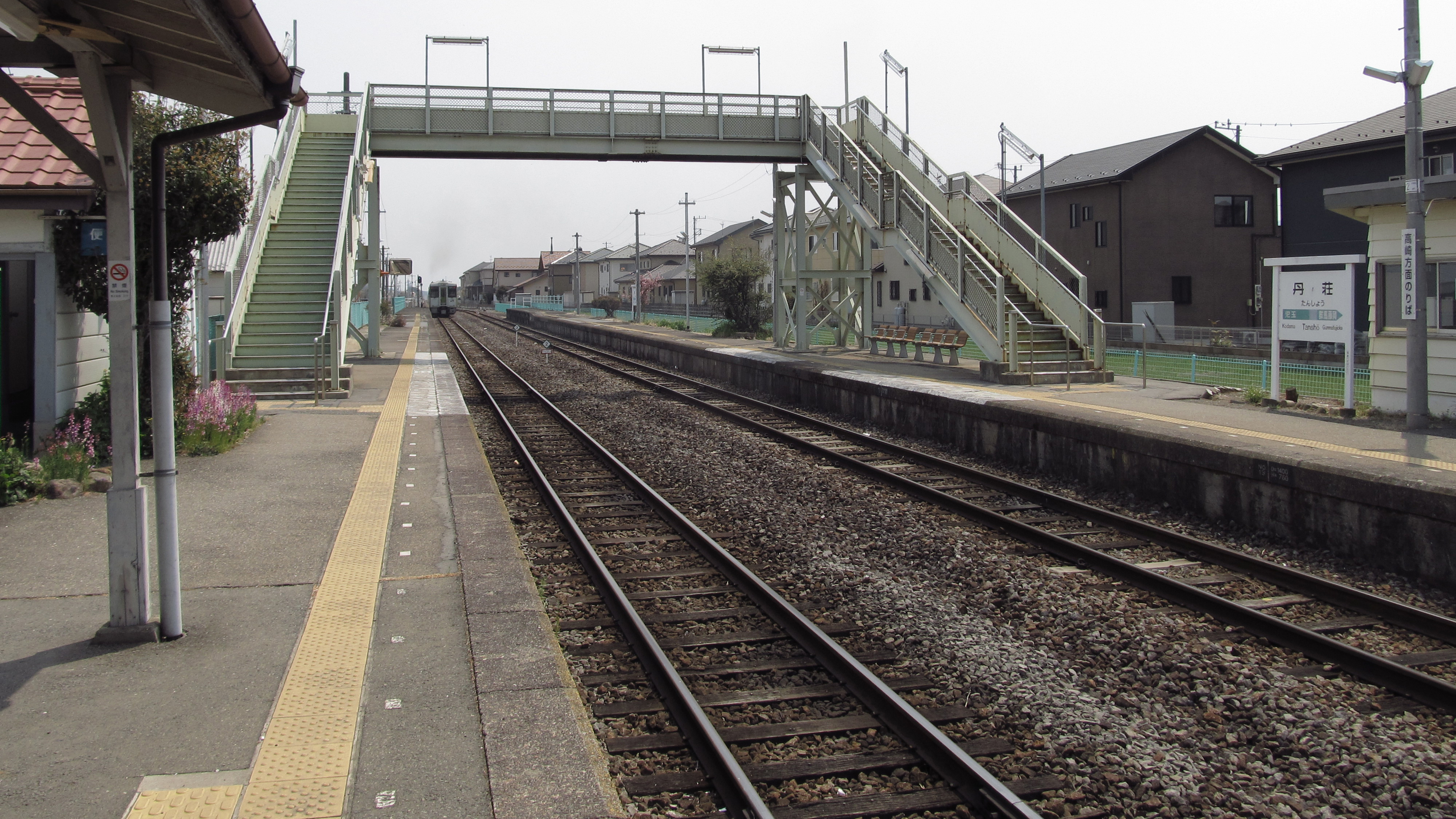
棒線化前のホーム（2014年4月）

## 利用状況
JR東日本によると、2000年度（平成12年度） - 2010年度（平成22年度）の1日平均乗車人員の推移は以下の通り。
| 乗車人員推移       | 乗車人員推移     | 乗車人員推移    |
| 年度               | 1日平均 乗車人員 | 出典            |
| ------------------ | ---------------- | --------------- |
| 2000年（平成12年） | 287              | [ 利用客数 1 ]  |
| 2001年（平成13年） | 267              | [ 利用客数 2 ]  |
| 2002年（平成14年） | 257              | [ 利用客数 3 ]  |
| 2003年（平成15年） | 248              | [ 利用客数 4 ]  |
| 2004年（平成16年） | 240              | [ 利用客数 5 ]  |
| 2005年（平成17年） | 233              | [ 利用客数 6 ]  |
| 2006年（平成18年） | 245              | [ 利用客数 7 ]  |
| 2007年（平成19年） | 255              | [ 利用客数 8 ]  |
| 2008年（平成20年） | 268              | [ 利用客数 9 ]  |
| 2009年（平成21年） | 266              | [ 利用客数 10 ] |
| 2010年（平成22年） | 269              | [ 利用客数 11 ] |

## 駅周辺
駅前には小学校と住宅十数軒があるが、店舗は少ない。駅前の通りを右折すると名産である梨畑が広がっている。当駅は武蔵国二ノ宮の金鑚神社及び、元三大師こと大光普照寺の最寄り駅である。
- 神川タクシー（駅前）
- 埼玉県道22号上里鬼石線
- 神川町役場
- フジマート神川店
- コメリ・ハード＆グリーン神川店
- 丹荘郵便局
- 神川町営グランド
- 天然温泉かんなの湯（タクシーで約5分）

### バス路線
「丹荘駅入口」停留所から、朝日バス（本庄営業所）の以下の路線バスが発着する。
- HJ31・32：神泉総合支所 / 本庄駅南口

## 隣の駅
東日本旅客鉄道（JR東日本）
■八高線
児玉駅 - 丹荘駅 - 群馬藤岡駅

### 廃止路線
上武鉄道
丹荘駅 - 西武化学前駅